# Laos na Mistrzostwach Świata w Lekkoatletyce 2011
Laos na Mistrzostwach Świata w Lekkoatletyce 2011 był reprezentowany przez 2 zawodników – 1 kobietę i 1 mężczyznę.

## Wyniki reprezentantów Laosu

### Mężczyźni

#### Konkurencje biegowe
| Konkurencja   | Zawodnik             | Runda 1  | Runda 1 | Runda 2  | Runda 2 | Półfinał | Półfinał | Finał    | Finał   |
| Konkurencja   | Zawodnik             | Rezultat | Pozycja | Rezultat | Pozycja | Rezultat | Pozycja  | Rezultat | Pozycja |
| ------------- | -------------------- | -------- | ------- | -------- | ------- | -------- | -------- | -------- | ------- |
| Bieg na 100 m | Kitavanah Kountavong | 11,42    | 18      | NQ       | NQ      | NQ       | NQ       | NQ       | NQ      |

### Kobiety

#### Konkurencje biegowe
| Konkurencja   | Zawodniczka        | Runda 1  | Runda 1 | Runda 2  | Runda 2 | Półfinał | Półfinał | Finał    | Finał   |
| Konkurencja   | Zawodniczka        | Rezultat | Pozycja | Rezultat | Pozycja | Rezultat | Pozycja  | Rezultat | Pozycja |
| ------------- | ------------------ | -------- | ------- | -------- | ------- | -------- | -------- | -------- | ------- |
| Bieg na 100 m | Boudsadee Vongdala | 13,56    | 29      | NQ       | NQ      | NQ       | NQ       | NQ       | NQ      |